# Aeroportul Toowoomba
Aeroportul Toowoomba (IATA: TWB, ICAO: YTWB) este un aeroport din Queensland, Australia ce deservește zona East Toowoomba⁠(d). Aeroportul a fost tranzitat în 2018 de 127.642 de pasageri.
Situat la o altitudine de 636 m, aeroportul dispune de o singură pistă. Este operat de Toowoomba Region⁠(d).